# Stygocyathura salpiscinalis
Stygocyathura salpiscinalis är en kräftdjursart som först beskrevs av Lazar Botosaneanu och Jan Hendrik Stock 1982.  Stygocyathura salpiscinalis ingår i släktet Stygocyathura och familjen Anthuridae. Inga underarter finns listade i Catalogue of Life.